# Internationales Übereinkommen zur Beseitigung jeder Form von Rassendiskriminierung

Mitgliedschaft:
erkennen Komitee nach Artikel 14 an
erkennen Komitee nach Artikel 14 nicht an
nur gezeichnet, nicht ratifiziert
nicht gezeichnet

Das Internationale Übereinkommen zur Beseitigung jeder Form von Rassendiskriminierung (kurz UN-Rassendiskriminierungskonvention; internationale Abkürzung ICERD) ist eines der neun Menschenrechtsabkommen der Vereinten Nationen und richtet sich gegen jede rassistische Diskriminierung aufgrund von Rasse, Hautfarbe, Abstammung, nationaler und ethnischer Herkunft.
Dieser völkerrechtliche Vertrag wurde am 21. Dezember 1965 von der UN-Generalversammlung verabschiedet und trat als erstes Menschenrechtsabkommen der Vereinten Nationen in Kraft, am 4. Januar 1969, sieben Jahre vor den für das Menschenrechtssystem der UNO grundlegenden Abkommen Sozialpakt und Zivilpakt. 2019 hatten 180 Staaten die Konvention ratifiziert.

## Vertragsgegenstand und aus dem Abkommen erwachsende Verpflichtungen
Vertragsgegenstand ist nicht nur die Diskriminierung aufgrund von „Rasse“, sondern auch aufgrund weiterer Merkmale: Hautfarbe, Abstammung, nationaler und ethnischer Herkunft. Nicht erfasst werden die Kriterien Sprache, Religion, politische und sonstige Anschauung, oder Geburt wie z. B. bei der Europäischen Menschenrechtskonvention. Die Diskriminierung aufgrund des Geschlechts ist Gegenstand der Frauendiskriminierungskonvention.
Diskriminierung bedeutet nach Artikel 1 der Konvention jede auf den genannten Merkmalen beruhende „Unterscheidung, Ausschließung, Beschränkung oder Bevorzugung“ mit dem Ziel oder der Folge, „dass dadurch ein gleichberechtigtes Anerkennen, Genießen oder Ausüben von Menschenrechten und Grundfreiheiten“ im Bereich des öffentlichen Lebens „vereitelt oder beeinträchtigt“ wird.
Das Abkommen verbietet rassistische Handlungen und Gesetze sowie die Verbreitung rassistischer Ideen. Rassenhass und rassistischer Propaganda müssen die Vertragsstaaten entgegentreten. Es legt den Vertragsstaaten auf, einen wirksamen Rechtsschutz zu leisten und gegebenenfalls angemessene Entschädigung. Sie sind verpflichtet, Maßnahmen zum Abbau von Vorurteilen und zur Förderung der Verständigung zwischen unterschiedlichen Bevölkerungsgruppen zu ergreifen. Artikel 2 Absatz 2 sieht eine „Positivdiskriminierung“, d. h. Fördermaßnahmen zum Schutz diskriminierter Gruppen vor, bis ihre Gleichberechtigung erreicht worden ist.

## Überwachung der Einhaltung des Abkommens
Die rechtliche Umsetzung erfolgte in den verschiedenen Staaten auf sehr unterschiedliche Weise. Über die Umsetzung dieser Verpflichtungen wacht der aus achtzehn gewählten, unabhängigen Sachverständigen bestehende UN-Ausschuss für die Beseitigung der Rassendiskriminierung, das für die Rassendiskriminierungskonvention zuständige Vertragsorgan (international gängige Abkürzung: CERD, kurz: Antidiskriminierungsausschuss). Ihm stehen dazu drei Mechanismen zur Verfügung, das Staatenberichtsverfahren, das Staatenbeschwerdeverfahren und das Individualbeschwerdeverfahren.
1. Das Staatenberichtsverfahren (Art. 9): Der Ausschuss berät die von den Vertragsstaaten zweijährlich vorzulegenden Staatenberichte und kann dazu weitere Auskünfte verlangen. Seit den neunziger Jahren berücksichtigt er verstärkt die Informationen zivilgesellschaftlicher Organisationen. Das Vertragsorgan kann den Vertragsstaaten Vorschläge unterbreiten oder allgemeine Empfehlungen abgeben.
2. Das Staatenbeschwerdeverfahren (Art. 11 ff.): Die Beschwerden eines Vertragsstaats über einen anderen werden in einer vom Ausschuss eigens eingesetzten Vergleichskommission verhandelt. Diese formuliert abschließend ihre Empfehlungen, die den beteiligten Staaten übermittelt werden. Wegen seiner Schwerfälligkeit kam diesem Verfahren in der Praxis bisher noch kaum Bedeutung zu.
3. Individualbeschwerdeverfahren (Art. 14): Einzelpersonen aus dem Hoheitsgebiet des Vertragsstaats haben die Möglichkeit, wegen einer rassistischen Diskriminierung, die sie erfahren haben, Beschwerde zu führen. Das geht nur dann, wenn alle Möglichkeiten innerstaatlichen Rechtsbehelfs erschöpft sind. Der Vertragsausschuss behandelt die in diesem Zusammenhang an ihn gerichteten Petitionen. Er übermittelt seine etwaigen Vorschläge und Empfehlungen dem Beschwerdeführer und dem betroffenen Vertragsstaat. Der Vertragsstaat muss sich zuvor allerdings gegenüber dem UNO-Generalsekretär grundsätzlich mit diesem Mechanismus einverstanden erklärt haben. Das haben bislang 45 Staaten getan.

Bei keinem der drei Verfahren sieht das Abkommen Sanktionsmöglichkeiten vor. De jure besteht keine Bindungswirkung; de facto haben die Urteile der UNO-Organe aber Urteilskraft. Beschwerden haben aufschiebende Wirkung und geben der UNO die Möglichkeit zu vorsorglichen Maßnahmen.
Für Streitigkeiten über die Auslegung oder Anwendung des Übereinkommens, „die nicht auf dem Verhandlungsweg oder nach den in diesem Übereinkommen ausdrücklich vorgesehenen Verfahren beigelegt werden“ können, ermöglicht Art. 22 die Vorlage an den Internationalen Gerichtshof.

## Vertragserfüllung deutschsprachiger Länder
Deutschland kam seinen Staatenberichtspflichten bisher nach, bisweilen allerdings mit Verspätung. Der 2005 fällige fünfzehnte periodische Bericht wurde erst im Sommer 2006 verfasst. Zu früheren periodischen Berichten Deutschlands hatte der Ausschuss in seine Abschließenden Bemerkungen einige kritische Kommentare aufgenommen. Eine Erklärung, sich dem Individualbeschwerdeverfahren zu unterwerfen, hat Deutschland erst 2001 abgegeben.

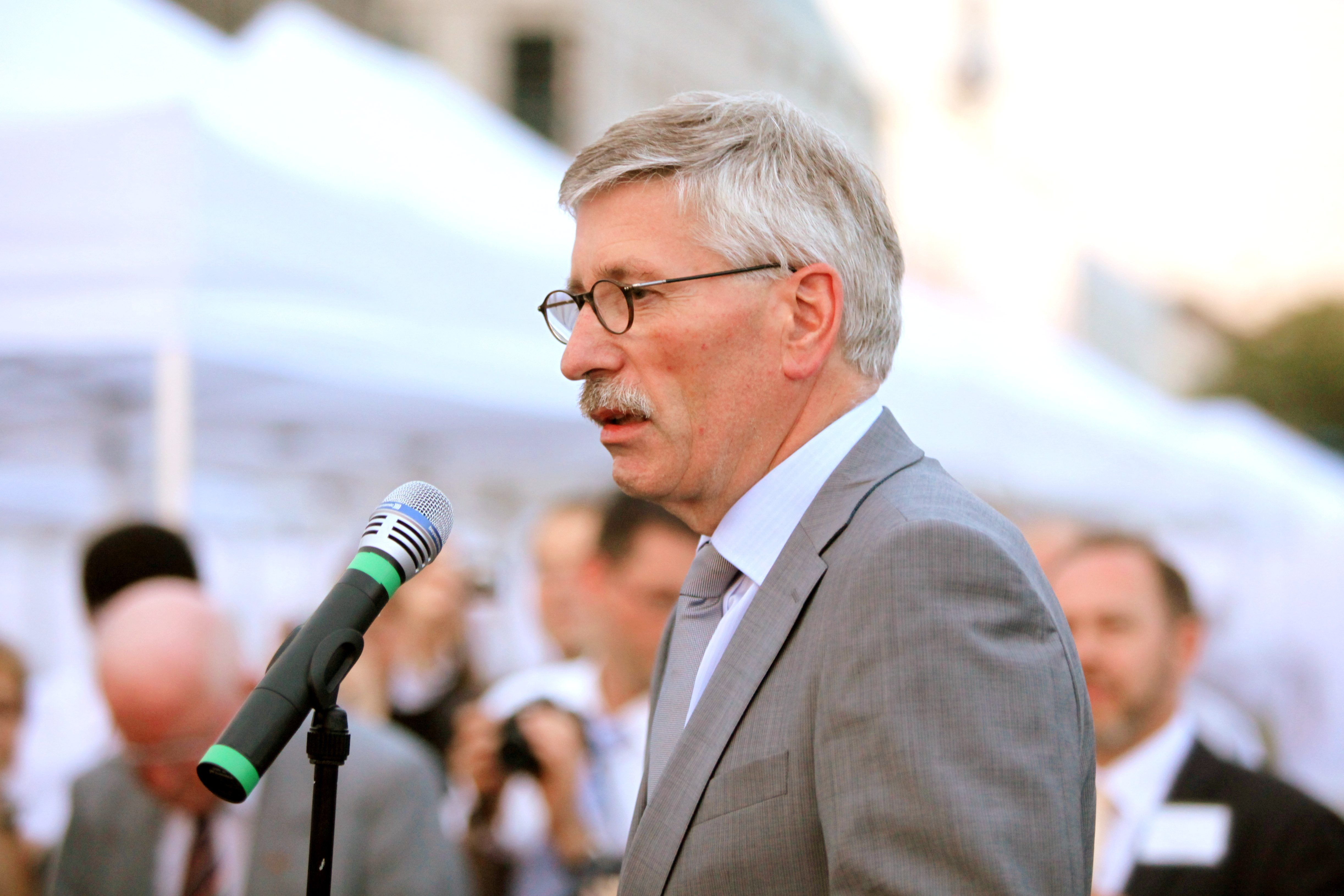
Thilo Sarrazin im Juli 2009

Am 26. Februar 2013 endete das erste Individualverfahren gegen Deutschland mit einer Rüge des zuständigen UN-Ausschusses wegen Vertragsverletzung. Hintergrund war eine Beschwerde des Türkischen Bundes Berlin-Brandenburg (TBB) – vertreten durch die Rechtsanwältin Jutta Hermanns und unterstützt vom Deutschen Institut für Menschenrechte – über die Staatsanwaltschaft Berlin, welche die im Jahre 2009 über türkische und arabische Migranten getätigten Interviewaussagen Thilo Sarrazins als freie Meinungsäußerung einstufte und daraufhin den Strafantrag des TBB wegen Volksverhetzung niederschlug. Der UN-Ausschuss forderte Deutschland auf, binnen 90 Tagen Stellung zu nehmen. Die deutsche Bundesregierung kündigte im April 2013 eine Stellungnahme durch das Justizministerium an. Im Juli 2013 stellte die deutsche Bundesregierung Änderungen der Gesetzgebung gegen Rassismus in Aussicht. In einer Verbalnote an den Antirassismus-Ausschuss der Vereinten Nationen in Genf hieß es, die Bundesregierung prüfe aktuell die deutsche Gesetzgebung zur Strafbarkeit rassistischer Äußerungen im Lichte der Äußerungen des Ausschusses. Die Bedeutung des Rechts auf freie Meinungsäußerung werde dabei zu berücksichtigen sein. Zwischenzeitlich hatte das Bundesjustizministerium die Berliner Staatsanwaltschaft aufgefordert, die Sach- und Rechtslage nochmals zu prüfen und dabei „alle Möglichkeiten“ zu nutzen, die Einstellung des Ermittlungsverfahrens gegen Thilo Sarrazin „zu überdenken“. Die Generalstaatsanwaltschaft Berlin gab im Juli 2013 bekannt, dass es im Ergebnis der Prüfung bei der Einstellung des Verfahrens geblieben sei.
Österreich ratifizierte die Rassendiskriminierungskonvention 1972 und akzeptiert auch die Zuständigkeit des Rassendiskriminierungsausschusses für Individualbeschwerden.
Die Schweiz trat der Konvention erst 1994 bei und meldete dabei auch einige Vorbehalte an. Gleichzeitig erklärte sie die Zulassung von Individualbeschwerden. Ihren zweiten und dritten periodischen Bericht gab die Schweiz 2002 ab.